# Трекляно (община)
Трекляно (болг. Община Трекляно) — община в Болгарии. Входит в состав Кюстендилской области. Население составляет 670 человек (на 21.07.05 г.).

## Состав общины
В состав общины входят следующие населённые пункты:
1. Брест
2. Бызовица
3. Габрешевци
4. Горни-Коритен
5. Горно-Кобиле
6. Добри-Дол
7. Долни-Коритен
8. Долно-Кобиле
9. Драгойчинци
10. Злогош
11. Киселица
12. Косово
13. Метохия
14. Побит-Камык
15. Средорек
16. Сушица
17. Трекляно
18. Уши
19. Чешлянци